# Valmestroff
Valmestroff és un municipi francès situat al departament del Mosel·la i a la regió del Gran Est. L'any 2007 tenia 236 habitants.

## Demografia

### Població
El 2007 la població de fet de Valmestroff era de 236 persones. Hi havia 84 famílies, de les quals 16 eren unipersonals (12 homes vivint sols i 4 dones vivint soles), 28 parelles sense fills, 32 parelles amb fills i 8 famílies monoparentals amb fills.
La població ha evolucionat segons el següent gràfic:
Habitants censats

### Habitatges
El 2007 hi havia 99 habitatges, 89 eren l'habitatge principal de la família i 10 estaven desocupats. 80 eren cases i 19 eren apartaments. Dels 89 habitatges principals, 70 estaven ocupats pels seus propietaris, 18 estaven llogats i ocupats pels llogaters i 1 estava cedit a títol gratuït; 6 tenien dues cambres, 8 en tenien tres, 15 en tenien quatre i 60 en tenien cinc o més. 78 habitatges disposaven pel capbaix d'una plaça de pàrquing. A 35 habitatges hi havia un automòbil i a 50 n'hi havia dos o més.

### Piràmide de població
La piràmide de població per edats i sexe el 2009 era:
| Homes | Edats   | Dones |
| ----- | ------- | ----- |
| 0     | 95 o +  | 0     |
| 0     | 90 a 94 | 0     |
| 0     | 85 a 89 | 2     |
| 0     | 80 a 84 | 2     |
| 5     | 75 a 79 | 3     |
| 2     | 70 a 74 | 5     |
| 3     | 65 a 69 | 1     |
| 6     | 60 a 64 | 5     |
| 13    | 55 a 59 | 4     |
| 7     | 50 a 54 | 14    |
| 9     | 45 a 49 | 12    |
| 12    | 40 a 44 | 5     |
| 12    | 35 a 39 | 14    |
| 6     | 30 a 34 | 9     |
| 5     | 25 a 29 | 8     |
| 8     | 20 a 24 | 11    |
| 23    | 15 a 19 | 6     |
| 12    | 10 a 14 | 9     |
| 7     | 5 a 9   | 7     |
| 5     | 0 a 4   | 6     |

## Economia
El 2007 la població en edat de treballar era de 164 persones, 107 eren actives i 57 eren inactives. De les 107 persones actives 103 estaven ocupades (62 homes i 41 dones) i 4 estaven aturades (1 home i 3 dones). De les 57 persones inactives 16 estaven jubilades, 20 estaven estudiant i 21 estaven classificades com a «altres inactius».

### Ingressos
El 2009 a Valmestroff hi havia 95 unitats fiscals que integraven 232 persones, la mediana anual d'ingressos fiscals per persona era de 18.879 €.

### Activitats econòmiques
Dels 4 establiments que hi havia el 2007, 1 era d'una empresa de fabricació d'altres productes industrials, 1 d'una empresa d'hostatgeria i restauració, 1 d'una empresa immobiliària i 1 d'una empresa de serveis.
L'únic servei als particulars que hi havia el 2009 era un restaurant.
L'any 2000 a Valmestroff hi havia 9 explotacions agrícoles que ocupaven un total de 618 hectàrees.

## Poblacions més properes
El següent diagrama mostra les poblacions més properes.